# Convoión
Convoión o Convoyón de Bretaña, O.S.B.(Comblessac, 788-St Maixent de Plélan, 5 de enero de 868) fue un abad bretón, miembro de la Orden de San Benito, que fundó algunos monasterios a lo largo de Bretaña, siguiendo la regla de San Benito.
Fue abad de Redon, y luego se trasladó a St-Maixent-de-Plélan, por las constantes persecuciones de los normandos, en donde murió con 80 años. Es venerado como santo patrón de Bretaña por la Iglesia Católica y su fiesta litúrgica se celebra el 5 de enero,.